# Alice Tubello
Alice Tubello (* 30. Januar 2001 in Saint-Genès-Champanelle) ist eine französische Tennisspielerin.

## Karriere
Tubello spielt vorrangig Turniere der ITF Women’s World Tennis Tour, wo sie bislang sechs Titel im Einzel und zwei Titel im Doppel gewann.
2018 wurde sie nationale französische Meisterin der U18.

## Turniersiege

### Einzel
| Nr. | Datum           | Turnier         | Kategorie | Belag     | Finalgegnerin                       | Ergebnis       |
| --- | --------------- | --------------- | --------- | --------- | ----------------------------------- | -------------- |
| 1.  | 5. Juni 2022    | Monastir        | ITF W15   | Hartplatz | Honoka Kobayashi                    | 6:3, 7:64      |
| 2.  | 12. Juni 2022   | Norges-la-Ville | ITF W15   | Hartplatz | Inès Nicault                        | 4:6, 6:0, 6:3  |
| 3.  | 24. März 2024   | Le Havre        | ITF W15   | Sand      | Tiantsoa Sarah Rakotomanga Rajaonah | 6:3, 1:6, 6:3  |
| 4.  | 7. April 2024   | Bujumbura       | ITF W35   | Sand      | Xenija Laskutowa                    | 6:2, 6:75, 6:3 |
| 5.  | 12. Mai 2024    | Sopó            | ITF W35   | Sand      | Jazmín Ortenzi                      | 6:4, 6:2       |
| 6.  | 18. August 2024 | Arequipa        | ITF W35   | Sand      | Julieta Lara Estable                | 6:3, 6:1       |

### Doppel
| Nr. | Datum           | Turnier        | Kategorie | Belag     | Partnerin        | Finalgegnerinnen               | Ergebnis         |
| --- | --------------- | -------------- | --------- | --------- | ---------------- | ------------------------------ | ---------------- |
| 1.  | 12. Januar 2019 | Fort-de-France | ITF W15   | Hartplatz | Eleni Kordolaimi | Emily Appleton Dalayna Hewitt  | 6:3, 5:7, [10:4] |
| 2.  | 18. März 2023   | Pretoria       | ITF W60   | Hartplatz | Mai Hontama      | Sofia Costoulas Dalila Spiteri | 6:3, 6:3         |